# Nemoura subtilis
Nemoura subtilis is een steenvlieg uit de familie beeksteenvliegen (Nemouridae). De wetenschappelijke naam van de soort is voor het eerst geldig gepubliceerd in 1896 door Klapálek.